# 환미산성
환미산성은 대한민국 전북특별자치도 진안군 부귀면 황금리에 있는 산성이다. 2017년 6월 29일 진안군의 향토문화유산 제7호로 지정되었다.

## 개요
테뫼식 석축산성으로, 삼국~나말여초 유물이 출토되고 있으며, 남쪽 성벽 약 50m가 잘 남아 있다.